# Serge Lasvignes
Serge Lasvignes, né le 6 mars 1954 à Toulouse et mort le 15 février 2025 à Paris, est un haut fonctionnaire français. Il est notamment secrétaire général du gouvernement (2006-2015) et président du centre Pompidou (2015-2021).

## Biographie

### Carrière
Serge Lasvignes, agrégé de lettres, est issu des rangs de l'École nationale d'administration (ENA) (promotion Liberté-Égalité-Fraternité, 1989). Il est conseiller d'État depuis 2005, et était précédemment directeur au secrétariat général du Gouvernement (SGG). Il a été nommé secrétaire général du gouvernement en septembre 2006, en remplacement de Jean-Marc Sauvé, promu au poste de vice-président du Conseil d'État.
Serge Lasvignes prend ses fonctions à la tête du SGG le 3 octobre 2006, poste qu'il occupe jusqu'en avril 2015. Durant ces années, le SGG prend de nouvelles missions : la surveillance de transposition des directives et des décrets d’application des lois, la surveillance de la réforme de l’administration déconcentrée de l’État et la Mission encadrement dirigeant.
Le 4 mars 2015, il est nommé président du centre Pompidou,,. Sa nomination a suscité des critiques du fait de ses précédentes fonctions et de son manque d'expérience dans le monde culturel,,. Il est reconduit à ce poste le 1er avril 2020, jusqu’à sa retraite le 29 juin 2021,.
Du 3 octobre 2021 au 31 janvier 2025, Serge Lasvignes est président de la Commission nationale de contrôle des techniques de renseignement (CNCTR),,,.

### Mort
Serge Lasvignes meurt à Paris des suites d'un cancer, le 15 février 2025, à l’âge de 70 ans,.

## Décorations
- Commandeur de la Légion d'honneur Il est fait chevalier le 2 avril 1999[18], puis est promu officier le 21 mars 2008[19], et commandeur le 14 avril 2017[20]
- Grand officier de l'ordre national du Mérite, décret du 2 juin 2023[21]
- Commandeur de l'ordre des Arts et des Lettres (2021)[22]. Il est promu au grade d’officier le 13 septembre 2016[23]
- Il est décoré dans l’Ordre du Soleil levant, Rayons d’Or en Sautoir, le 3 novembre 2020[24]

### Presse
- César Armand et Romain Bongibault, Dans l'ombre des présidents. Au cœur du pouvoir : les secrétaires généraux de l'Élysée, Fayard, 2016.  (ISBN 9782213700519)
- Canard Enchaîné du 11 mars 2015, page 7 : « Serge Lasvignes - Un rond-de-cuir au musée »